# Кисеик
Кисеик (баш. Кесейек) — деревня в Кигинском районе Республики Башкортостан Российской Федерации. Входит в состав Леузинского сельсовета.

## География

### Географическое положение
Расстояние до:
- районного центра (Верхние Киги): 19 км,
- центра сельсовета (Леуза): 5 км,
- ближайшей ж/д станции (Сулея): 62 км.

## Население
| 2002 | 2009 | 2010 |
| ---- | ---- | ---- |
| 8    | ↘3   | ↘2   |

Национальный состав
Согласно переписи 2002 года, преобладающая национальность — русские (100 %).